# Ruth Lyons
Ruth Lyons (4 de octubre de 1905 – 7 de noviembre de 1988) fue una pionera presentadora radiofónica y televisiva estadounidense. Se dice que fue Ruth Lyons la que  accidentalmente inventó los talk shows televisivos de sobremesa. Al igual que Arthur Godfrey y otros de la misma época, Lyons llegó a organizar un imperio televisivo.

## Biografía
Su verdadero nombre era Ruth Evelyn Reeves, y nació en Cincinnati, Ohio.
La carrera radiofónica de Ruth Lyons se inició como acompañante de un cantante en la WMH en 1925, y con un puesto regular de pianista en la WSAI.  En 1928 trabajó a tiempo completo para la WKRC (AM) como pianista y organista, además de llevar el archivo musical de la emisora. La primera retransmisión de Lyons fue accidental. Se vio obligada a ello al enfermar la única presentadora de la emisora. En un par de minutos se adaptó a la situación, tomando el puesto de presentadora. 
Su prestigio fue en aumento en la Gran Inundación del Río Ohio en 1937, calmando a los oyentes y solicitando donaciones para las víctimas. Trabajando para WKRC, Lyons presentó un programa radiofónico semanal titulado Your Sunday Matinee, para el cual escribió cada domingo una canción. El líder de banda Paul Whiteman fue invitado al show en 1938, quedando impresionado por la habilidad de Lyons para escribir canciones, y ofreciéndose a comprar algunas de sus composiciones, pero bajo la condición de que se publicaran con el nombre de Whiteman. Lyons cortésmente declinó aceptar la oferta. En 1942 se pasó a la WLW por motivos salariales. En la WLW presentó Petticoat Partyline y Consumer's Foundation. Lyons hizo equipo entonces con Frazier Thomas, primero en Collect Calls From Lowenthal y después en Your Morning Matinee, un popular programa matinal de radio. Crosley Broadcasting, propietaria de WLW, adquirió en 1946 la emisora de Nueva York WINS, por lo cual el show de Lyons pudo pasar a escucharse en dicha ciudad. Lyons y Thomas siguieron presentando el programa hasta que él decidió fundar su propia compañía productora.
The 50/50 Club se inició en la WLW Radio con el título The 50 Club. Cincuenta mujeres eran invitadas diariamente a un almuerzo que se retransmitía en directo. Se pasó al nombre The 50/50 Club cuando la audiencia subió a 100 personas en 1955.
El programa debutó en televisión en mayo de 1949. Más adelante se simultaneó su emisión con la radiofónica en la WLW, con un total de 90 minutos siendo emitido durante 11 meses por la NBC en 1951. En esta situación, Lyons perdió parte del control del show y, finalmente, The 50/50 Club volvió a su estatus local, a pesar de ser visto en otras emisoras del medio oeste propiedad de Crosley Broadcasting, entre ellas las de localidades como Dayton (Ohio), Columbus (Ohio), y Indianápolis. Este programa llegó a ser tan popular, que había un período de espera de tres años para que el público pudiera participar en el mismo.
Entre los invitados al show se encontraban Bob Hope, Arthur Godfrey, el pianista Peter Nero y el cantante Arthur Lee Simpkins. En la década de 1950, cuando los locales de nightclub eran muy abundantes, dos de los más destacados eran  el Beverly_Hills_Supper_Club y el Lookout House. Virtualmente cada uno de sus primeros músicos, entre ellos Jack E. Leonard, Nelson Eddy, Ted Lewis, Pearl Bailey, Myron Cohen, y muchos otros, actuaron en el show de Ruth Lyons. Uno de los favoritos de la presentadora fue el popular cantante Don Cornell, que llegó a ser el presentador sustituto del programa durante las ocasionales ausencias de Lyons. David Letterman y Phil Donahue también intervinieron en el show, actuando Letterman cuando Bob Braun presentaba el espacio en los años setenta.
En sus últimos años, Lyons sufrió una serie de pequeños ictus que la mantuvieron apartada un tiempo de su programa. Finalmente, Ruth Lyons se retiró en 1967, y falleció en 1988 en Cincinnati. Fue enterrada en la Capilla Hillside de dicha ciudad.